# Stelle principali della costellazione del Serpente
Segue un prospetto delle stelle principali della costellazione del Serpente, elencate per magnitudine decrescente.